# Lauren Holiday
Pour les articles homonymes, voir Holiday.
Lauren Nicole Holiday, née Cheney le 30 septembre 1987 à Indianapolis, est une joueuse américaine de soccer évoluant au poste de milieu de terrain. Elle est internationale américaine.

## Biographie

### En club

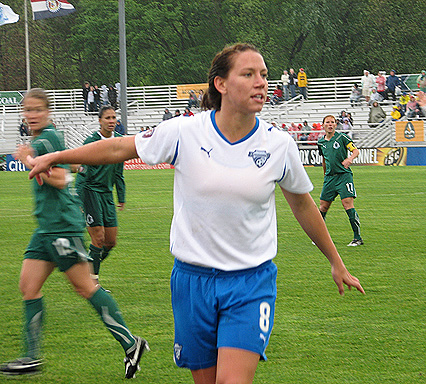
Lauren Cheney sous les couleurs des Boston Breakers en 2010

Cheney joue au soccer au lycée du Ben Davis High School à Indianapolis, et y reçoit le titre de meilleure joueuse de l'année 2006. 
À l'automne de 2006, Cheney s'inscrit à l'Université de Californie à Los Angeles et joue pour le UCLA dans la première division NCAA. Après sa première saison, elle est nommée sur l'équipe d'étoile All-American et est élue recrue de l'année. Comme étudiante en deuxième année lors de la saison 2007, elle est en nomination pour le Trophée Hermann. 
Au cours de l'été 2009, Cheney  joue avec les Pali Blues dans la W-League et contribue à la conquête du  championnat W-League par les Pali Blues. En 2010, elle rejoint les Boston Breakers dans la Women's Professional Soccer. Elle y joue deux saisons.
Le 11 janvier 2013, elle est mise à disposition du FC Kansas City, jouant dans la nouvelle National Women's Soccer League.
Le 1er octobre 2015, elle joue son dernier match au niveau national lors de la rencontre opposant le Reign FC de Seattle au FC Kansas, finale remportée par son équipe. 

### En sélection nationale
Cheney participe avec la sélection américaine aux Jeux olympiques de 2008, jouant le quart de finale, la demi-finale ainsi que la finale contre le Brésil, gagnée sur le score de 1-0. Elle participe à la  Coupe du monde de football féminin 2011, qui voit les Américaines échouer en finale, marquant un but lors du premier match de groupe contre la Corée du Nord et en demi-finale contre la France. Elle fait partie de l'équipe américaine sacrée championne olympique aux Jeux olympiques d'été de 2012 et championne du monde en 2015, où elle inscrit un but en finale.
À la suite de la coupe du monde, elle annonce prendre sa retraite. Le 25 octobre 2015, elle dispute son dernier match, face au Brésil, pendant lequel elle sera honorée pour l'ensemble de sa carrière.

### Palmarès
- Vainqueur de l'Algarve Cup en 2008, 2010, 2011, 2013, 2015
- Vainqueur de la National Women's Soccer League en 2014 et 2015
- Médaille d'or aux Jeux olympiques d'été de 2008 et aux Jeux olympiques d'été de 2012
- Vainqueur de la Coupe du monde féminine de football 2015

### Vie privée
Lauren Cheney épouse le basketteur Jrue Holiday le 4 juillet 2013.